# Andreotto d'Arborée
Andreotto d'Arborée (mort le 3 avril 1308)  fut Juge co-régent d'Arborée de 1304 à 1308.
Andreotto est un fils adulte du Jugel Giovanni d'Arborée à qui il succède en  1304, conjointement avec son frère Mariano III d'Arborée . Leur mère putative Vera Cappai, était une concubine du souverain défunt et de ce fait il était comme son frère un enfant illégitime.
En qualité d’aîné des deux frères Andreotto jouait le rôle principal dans la co-régence et se serait attribué le titre de autokrator basileus[citation nécessaire]. Peu avant de mourir en 1308, Andreotto acquiert de la puissante famille des  Malaspina les châteaux de Serravalle di Bosa, Planargia et Costaville  les revenus  cet acquis, appartenant à  la propriété privée de la famille (peculio) seront néanmoins utilisés pour financer l'administration du pouvoir judiciaire du Judicat.